# Hotaru Yamaguchi
Hotaru Yamaguchi (n. 6 octombrie 1990) este un fotbalist japonez.

## Statistici
| Japonia | Japonia | Japonia |
| An      | Meciuri | Goluri  |
| ------- | ------- | ------- |
| 2013    | 8       | 0       |
| 2014    | 7       | 0       |
| 2015    |         |         |
| Total   | 15      | 0       |